# Поремба-Спитковська
Поремба-Спитковська (пол. Poręba Spytkowska) — село в Польщі, у гміні Бжесько Бжеського повіту Малопольського воєводства.
Населення — 2127 осіб (2011).

## Демографія
Демографічна структура станом на 31 березня 2011 року:
|          | Загалом | Допрацездатний вік | Працездатний вік | Постпрацездатний вік |
| -------- | ------- | ------------------ | ---------------- | -------------------- |
| Чоловіки | 1064    | 267                | 722              | 75                   |
| Жінки    | 1063    | 225                | 635              | 203                  |
| Разом    | 2127    | 492                | 1357             | 278                  |